# San Floro
San Floro es una localidad italiana de la provincia de Catanzaro, región de Calabria, con 671 habitantes. Es un pueblo montañoso de Catanzaro, en el este a pocos kilómetros del Golfo de Squillace. Habitada desde el Neolítico, su territorio fue parte de la colonia de la Magna Grecia de Escilacio. Incluso hoy en día, la agricultura y la industria alimentaria para representar un recurso económico importante para sanfloresi, pero no se olvide de la producción y elaboración de la seda, la cría de los gusanos de seda hasta el producto final. Los marcos de los más comunes y herramientas donadas por las familias de San Floro dio a luz a un museo dedicado le recomendamos que visite. La ciudad también tiene un centro de la ciudad muy animada está lleno sobre todo en verano, con muchos migrantes regresan a su país de origen para una estancia agradable: además de la belleza natural y la iglesia de San Floro, de hecho, la ciudad es conocida por los productos típicos de las más apreciadas de la zona. El nombre de la ciudad refleja la fuerte devoción a su santo patrón, por supuesto, San Mártir Floro, quien con su Lauro hermano, ya que no tenía autosacrificio de sus ideales de la fe cristiana, fue arrestado, condenado, cayó en un pozo y enterró vivo. Cada año, 18 de agosto, el Sanfloresi honor a su patrona con una misa solemne y la tradicional procesión por las calles de la ciudad.

## Evolución demográfica
| Gráfica de evolución demográfica de San Floro entre 1861 y 2001 |
|                                                                 |
| Fuente ISTAT - Elaboración gráfica por parte de Wikipedia       |